# Jaume Huguet García
Jaume Huguet García (Montcada i Reixac, 27 agosto 1959) è un ex calciatore spagnolo.

## Carriera
Disputò diverse stagioni nel Barcellona nella stagione del 1979-1980 sotto gli ordini dell'allenatore Joaquim Rifé.
Nel 1984, è andato nel Club Deportivo Puertollano.
Nel 1985, va nel club dei i Logroñés dove rimase fino al 1989. Con questo club ha raggiunto la promozione in prima divisione nel 1987.
Nel 1989, ha firmato per Centre d'Esports Sabadell Fútbol Club, dove si ritirò nel 1991 dopo essere stato valutato come uno dei migliori portieri del paese.